# Gloria Naylor
Gloria Naylor (Nueva York (Nueva York), 25 de enero de 1950 - Christiansted, Islas Vírgenes de los Estados Unidos, 28 de septiembre de 2016) fue una novelista estadounidense.

## Biografía

### Primeros años
Naylor nació en Nueva York, hija de Roosevelt Naylor, un trabajador de tránsito, y Alberta McAlpin, una telefonista. Aunque su madre poseía poca educación, siempre motivó a Naylor para que leyera y estudiara. En 1963, su familia se mudó a Queens.

### Estudios
Naylor trabajó como operadora telefónica mientras estudiaba en el Medgar Evers College, aunque después transfirió al Brooklyn College, en donde recibió un título en Inglés. Posteriormente, asistió a la Universidad Yale, en donde obtuvo una maestría en Estudios Afroamericanos.
Durante su carrera como profesora, Naylor ha enseñado en varias universidades, incluyendo la Universidad George Washington, la Universidad de Nueva York, la Universidad de Boston y la Universidad Cornell.

### Carrera como escritora
Naylor escribió su primera novela, The Women of Brewster Place, mientras estudiaba en Yale. El libro no fue terminado hasta 1983, pero obtuvo gran éxito poco después de ser publicada. La novela ganó el National Book Award por Ficción en 1983. Cinco años más tarde, la novela fue adaptada en una miniserie que fue protagonizada por Oprah Winfrey. Las novelas de Naylor generalmente contienen historias personales y también ilustran ideas bíblicas.
Su última novela, 1996, fue publicada por Third World Press en 2005. En sus memorias ficticias, escribió sobre su vigilancia y su Gang Stalking por parte de la NSA. "Pero ahora tienen tecnología que puede decodificar patrones cerebrales y detectar lo que la gente realmente piensa", dijo en una entrevista con NPR sobre su novela. "Y tienen otra tecnología llamada audición por microondas, donde pueden captar palabras en tu cabeza, sin pasar por tus oídos".

## Obras
- 1996 (2005)
- The Men of Brewster Place (1998)
- Bailey's Café (1992)
- Mama Day (1988)
- Linden Hills (1985)
- The Women of Brewster Place (1983)